# Лисфранк, Жак
Жак Лисфранк де Сен-Мартен (фр. Jacques Lisfranc de St. Martin; 2 апреля 1790, Сен-Поль-ан-Жаре, — 13 мая 1847) — французский хирург и гинеколог.
Сын известного врача-практика, от которого приобрел свои первые познания по врачебному искусству; медицину изучал в Лионе и Париже. С 1824 года старший хирург, профессор.
Первым провел операцию по полной ампутации шейки матки.
В его честь названы:
- ампутация Лисфранка — вычленение стопы между костями плюсны и предплюсны с закрытием конца культи подошвенным лоскутом кожи.
- бугорок Лисфранка — бугорок передней лестничной мышцы выступ на верхней поверхности I ребра, место прикрепления передней лестничной мышцы.
- нож Лисфранка — ампутационный нож с односторонней заточкой, заостренный на конце.
- сустав Лисфранка — предплюсне-плюсневые.

Написал ряд интересных докладов по различным аспектам операции, в том числе ринопластика. «Traité de la clinique chirurgicale de la Pitié» (1843-46, в 4 тт.).
Известны его ученики, в 1828 году у него учился французский офтальмолог и хирург Шарль Каррон дю Виллар.
Похоронен на кладбище Монпарнас.